# Atif Aslam
Muhammad Atif Aslam (Urdu: محمد عاطف اسلم – Wazirabad, 12 maart 1983), meestal aangeduid als Atif Aslam, is een Pakistaans zanger en acteur.
Aslam heeft een aantal nummers uitgebracht die de top van de hitlijsten haalden, zowel in Pakistan als in India. Hij staat vooral bekend om zijn 'belting' zangtechniek., Hij zingt voornamelijk in het Urdu en Hindi, maar heeft ook wel eens gezongen in Punjabi, Bengaals en Pasjtoe.
In 2008 ontving Aslam de ‘Tamgha-e-Imtiaz’, de op drie na hoogste burgerlijke onderscheiding van de Pakistaanse regering. Hij is ook een ontvanger van een aantal ‘Lux Style Awards’. 
Aslam maakte zijn acteerdebuut in 2011 met de dramafilm ‘Bol’. In 2019 kreeg hij een ster op de ‘Dubai Walk of Fame’, nadat hij was genomineerd als de beste zanger van Pakistan. Hij was ook te zien in de Forbes Asia's 100 Digital Stars, gepubliceerd in december 2020. Aslam heeft in Pakistan en in de buurlanden India, Bangladesh en Afghanistan een enorm grote aanhang. Hij noemt zijn fans "Aadeez" (Urdu: عادیز; vert. ‘alledaags’). Sinds 2013 is hij gehuwd met Sara Bharwana en samen hebben zij twee kinderen.
- International Standard Name Identifier: 0000 0000 3607 8150
- Library of Congress Control Number: n2005200481
- MusicBrainz: 2c26fddb-3926-4004-ae27-22a3896a4f26
- Virtual International Authority File: 51105227
- WorldCat: E39PBJjxqHG9GJVbTD6tMBh4MP